# Małgorzata Sadurska

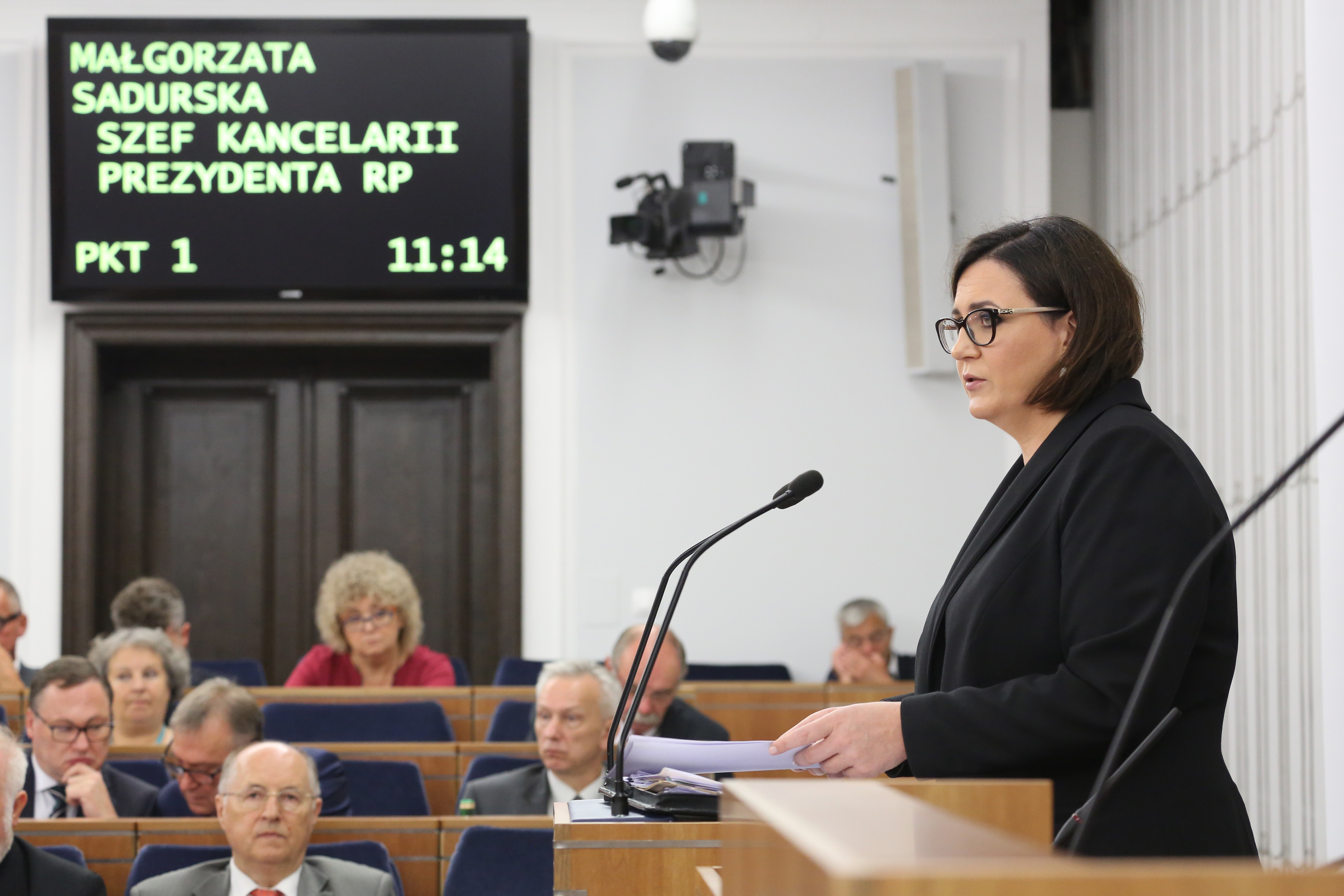
Małgorzata Sadurska podczas 81. posiedzenia Senatu (2015)

Małgorzata Barbara Sadurska (ur. 3 grudnia 1975 w Puławach) – polska polityk, prawniczka, urzędniczka państwowa i samorządowa. W latach 2005–2015 posłanka na Sejm V, VI i VII kadencji, w 2007 sekretarz stanu w Kancelarii Prezesa Rady Ministrów, w latach 2015–2017 szef Kancelarii Prezydenta Rzeczypospolitej Polskiej, w latach 2017–2024 członkini zarządu PZU.

## Życiorys
Absolwentka I Liceum Ogólnokształcącego im. księcia Adama Jerzego Czartoryskiego w Puławach. W 2000 ukończyła studia na Wydziale Prawa i Administracji Uniwersytetu Marii Curie-Skłodowskiej w Lublinie. W 2003 odbyła studia podyplomowe z zarządzania i organizacji w Lubelskiej Szkole Biznesu.
Od listopada 2000 do listopada 2002 pracowała w Miejskim Urzędzie Pracy w Lublinie. Od 2002 na urlopie bezpłatnym w związku z zajmowaniem funkcji w samorządzie, parlamencie, administracji prezydenckiej i spółkach Skarbu Państwa.
Zaangażowała się w działalność polityczną w ramach środowiska skupionego wokół Tadeusza Rydzyka i Radia Maryja. W 2002 kandydowała bez powodzenia do rady powiatu puławskiego z listy Porozumienia Samorządowego Prawicy Puławskiej, od 2002 do 2005 była członkiem zarządu tego powiatu. Z listy Prawa i Sprawiedliwości w 2004 bez powodzenia kandydowała do Parlamentu Europejskiego. W wyborach parlamentarnych w 2005 została wybrana na posłankę V kadencji w okręgu lubelskim. 18 października 2006 została wybrana przez Sejm w skład Krajowej Rady Sądownictwa. Od 1 czerwca do 16 listopada 2007 była sekretarzem stanu w Kancelarii Prezesa Rady Ministrów. W 2007 została przez premiera Jarosława Kaczyńskiego powołana w skład Rady Nadzorczej Zakładu Ubezpieczeń Społecznych III kadencji, w której objęła funkcję przewodniczącej.
W wyborach parlamentarnych w 2007 po raz drugi uzyskała mandat poselski, otrzymując 21 420 głosów. W wyborach parlamentarnych w 2011 ponownie uzyskała mandat poselski z okręgu lubelskiego, kandydując z 6. pozycji na liście Prawa i Sprawiedliwości. W 2014 ponownie bezskutecznie startowała w wyborach do PE. 7 sierpnia 2015 prezydent RP Andrzej Duda powołał ją na stanowisko szefa Kancelarii Prezydenta RP, w związku z czym doszło do wygaśnięcia jej mandatu poselskiego. W czerwcu 2017 złożyła rezygnację (ze skutkiem na dzień 12 czerwca 2017). W tym samym miesiącu została powołana w skład zarządu Powszechnego Zakładu Ubezpieczeń i PZU Życie. W latach 2020–2024 zasiadała w radzie nadzorczej Banku Pekao. W kwietniu 2022 zrezygnowała z członkostwa w zarządzie PZU Życie. W lutym 2024 została odwołana ze stanowiska członka zarządu PZU. W marcu tego samego roku zadeklarowała powrót do pracy w Miejskim Urzędzie Pracy w Lublinie.

## Odznaczenia i wyróżnienia
Odznaczona bułgarskim Orderem Jeźdźca z Madary I stopnia (2017). Wyróżniona Medalem „Za zasługi dla Puław” (2010).